# Llista de municipis de Huelva

Mapa de la província de Huelva

Llista de municipis de la província de Huelva, Espanya.
Informació actualitzada per un bot. Els canvis manuals es perdran quan s'actualitzi!
| Escut | Municipi                      | Comarca | Població | Superfície km² | Densitat | Altitud | Codi postal                                             | Codi territorial | Dades a Wikidata              |
| ----- | ----------------------------- | ------- | -------- | -------------- | -------- | ------- | ------------------------------------------------------- | ---------------- | ----------------------------- |
|       | Alájar                        |         | 791      | 41             | 19,29    | 574     | 21340                                                   |                  | Modifica les dades a Wikidata |
|       | Aljaraque                     |         | 22.489   | 34             | 661,44   | 35      | 21110 (Aljaraque), 21120 (Corrales), 21122 (Bellavista) |                  | Modifica les dades a Wikidata |
|       | Almonaster la Real            |         | 1.751    | 322            | 5,44     | 913     | 21350                                                   |                  | Modifica les dades a Wikidata |
|       | Almonte                       |         | 24.863   | 861            | 28,88    | 75      | 21730                                                   |                  | Modifica les dades a Wikidata |
|       | Alosno                        |         | 3.982    | 193            | 20,63    | 183     | 21520                                                   |                  | Modifica les dades a Wikidata |
|       | Aracena                       |         | 8.392    | 184            | 45,61    | 714     | 21200                                                   |                  | Modifica les dades a Wikidata |
|       | Aroche                        |         | 2.997    | 499            | 6,01     | 420     | 21240                                                   |                  | Modifica les dades a Wikidata |
|       | Arroyomolinos de León         |         | 925      | 87             | 10,63    | 609     | 21280                                                   |                  | Modifica les dades a Wikidata |
|       | Ayamonte                      |         | 21.622   | 142            | 152,27   | 63      | 21.400                                                  |                  | Modifica les dades a Wikidata |
|       | Beas                          |         | 4.374    | 144            | 30,38    | 125     | 21630                                                   |                  | Modifica les dades a Wikidata |
|       | Berrocal                      |         | 288      | 126            | 2,29     | 283     | 21.647                                                  |                  | Modifica les dades a Wikidata |
|       | Bollullos Par del Condado     |         | 14.359   | 50             | 287,18   | 131     | 21710                                                   |                  | Modifica les dades a Wikidata |
|       | Bonares                       |         | 6.153    | 66             | 93,23    | 81      | 21830                                                   |                  | Modifica les dades a Wikidata |
|       | Cabezas Rubias                |         | 710      | 109            | 6,51     | 225     | 21580                                                   |                  | Modifica les dades a Wikidata |
|       | Cala                          |         | 1.117    | 84             | 13,3     | 588     | 21270                                                   |                  | Modifica les dades a Wikidata |
|       | Calañas                       |         | 2.759    | 283            | 9,75     | 291     | 21300                                                   |                  | Modifica les dades a Wikidata |
|       | Campofrío                     |         | 724      | 48             | 15,08    | 523     | 21668                                                   |                  | Modifica les dades a Wikidata |
|       | Cartaya                       |         | 21.408   | 2.264          | 9,46     | 26      | 21450                                                   |                  | Modifica les dades a Wikidata |
|       | Castaño del Robledo           |         | 226      | 13             | 17,38    | 738     | 21290                                                   |                  | Modifica les dades a Wikidata |
|       | Cañaveral de León             |         | 381      | 35             | 10,89    | 533     | 21388                                                   |                  | Modifica les dades a Wikidata |
|       | Chucena                       |         | 2.238    | 26             | 86,08    | 147     | 21891                                                   |                  | Modifica les dades a Wikidata |
|       | Corteconcepción               |         | 573      | 49             | 11,69    | 572     | 21209                                                   |                  | Modifica les dades a Wikidata |
|       | Cortegana                     |         | 4.618    | 174            | 26,54    | 673     | 21230                                                   |                  | Modifica les dades a Wikidata |
|       | Cortelazor                    |         | 312      | 40             | 7,8      | 622     | 21208                                                   |                  | Modifica les dades a Wikidata |
|       | Cumbres Mayores               |         | 1.729    | 122            | 14,17    | 711     | 21380                                                   |                  | Modifica les dades a Wikidata |
|       | Cumbres de Enmedio            |         | 61       | 14             | 4,36     | 593     | 21387                                                   |                  | Modifica les dades a Wikidata |
|       | Cumbres de San Bartolomé      |         | 364      | 145            | 2,51     | 586     | 21386                                                   |                  | Modifica les dades a Wikidata |
|       | El Almendro                   |         | 858      | 171            | 5,02     | 229     | 21593                                                   |                  | Modifica les dades a Wikidata |
|       | El Campillo                   |         | 2.014    | 91             | 22,13    | 434     | 21650                                                   |                  | Modifica les dades a Wikidata |
|       | El Cerro de Andévalo          |         | 2.260    | 286,7          | 7,88     | 296     | 21320                                                   |                  | Modifica les dades a Wikidata |
|       | El Granado                    |         | 493      | 98             | 5,03     | 146     | 21594                                                   |                  | Modifica les dades a Wikidata |
|       | Encinasola                    |         | 1.260    | 178            | 7,08     | 433     | 21390                                                   |                  | Modifica les dades a Wikidata |
|       | Escacena del Campo            |         | 2.318    | 136            | 17,04    | 173     | 21870                                                   |                  | Modifica les dades a Wikidata |
|       | Fuenteheridos                 |         | 814      | 11             | 74       | 702     | 21292                                                   |                  | Modifica les dades a Wikidata |
|       | Galaroza                      |         | 1.369    | 22             | 62,23    | 564     | 21291                                                   |                  | Modifica les dades a Wikidata |
|       | Gibraleón                     |         | 13.144   | 328            | 40,07    | 26      | 21500                                                   |                  | Modifica les dades a Wikidata |
|       | Higuera de la Sierra          |         | 1.307    | 24             | 54,46    | 620     | 21220                                                   |                  | Modifica les dades a Wikidata |
|       | Hinojales                     |         | 325      | 27             | 12,04    | 606     | 21388                                                   |                  | Modifica les dades a Wikidata |
|       | Hinojos                       |         | 4.056    | 321            | 12,64    | 90      | 21740                                                   |                  | Modifica les dades a Wikidata |
|       | Huelva                        |         | 143.290  | 149.000.000    | 0        | 54      | 21001 y otros                                           |                  | Modifica les dades a Wikidata |
|       | Isla Cristina                 |         | 21.641   | 50             | 432,82   | 3       | 21410 21420 21430 21449                                 |                  | Modifica les dades a Wikidata |
|       | Jabugo                        |         | 2.196    | 25             | 87,84    | 658     | 21290                                                   |                  | Modifica les dades a Wikidata |
|       | La Granada de Río-Tinto       |         | 244      | 44             | 5,55     | 437     | 21668                                                   |                  | Modifica les dades a Wikidata |
|       | La Nava                       |         | 255      | 62             | 4,11     | 418     | 21291                                                   |                  | Modifica les dades a Wikidata |
|       | La Palma del Condado          |         | 10.709   | 61             | 175,56   | 93      | 21700                                                   |                  | Modifica les dades a Wikidata |
|       | La Zarza-Perrunal             |         | 1.189    | 44,7           | 26,59    | 240     | 21310                                                   |                  | Modifica les dades a Wikidata |
|       | Lepe                          |         | 29.241   | 128            | 228,45   | 18      | 21440 y 21449                                           |                  | Modifica les dades a Wikidata |
|       | Linares de la Sierra          |         | 275      | 29             | 9,48     | 505     | 21341                                                   |                  | Modifica les dades a Wikidata |
|       | Los Marines                   |         | 424      | 10             | 42,4     | 718     | 21208                                                   |                  | Modifica les dades a Wikidata |
|       | Lucena del Puerto             |         | 3.388    | 69             | 49,1     | 101     | 21820                                                   |                  | Modifica les dades a Wikidata |
|       | Manzanilla                    |         | 2.216    | 40             | 55,4     | 164     | 21890                                                   |                  | Modifica les dades a Wikidata |
|       | Minas de Riotinto             |         | 3.713    | 24             | 154,71   | 426     | 21660                                                   |                  | Modifica les dades a Wikidata |
|       | Moguer                        |         | 23.551   | 203,5          | 115,73   | 51      | 21130 21800                                             |                  | Modifica les dades a Wikidata |
|       | Nerva                         |         | 5.073    | 55             | 92,24    | 332     | 21670                                                   |                  | Modifica les dades a Wikidata |
|       | Niebla                        |         | 4.284    | 225            | 19,04    | 45      | 21840                                                   |                  | Modifica les dades a Wikidata |
|       | Palos de la Frontera          |         | 12.663   | 49,3           | 256,86   | 23      | 21810                                                   |                  | Modifica les dades a Wikidata |
|       | Paterna del Campo             |         | 3.412    | 132            | 25,85    | 186     | 21880                                                   |                  | Modifica les dades a Wikidata |
|       | Paymogo                       |         | 1.143    | 214            | 5,34     | 177     | 21560                                                   |                  | Modifica les dades a Wikidata |
|       | Puebla de Guzmán              |         | 3.095    | 337            | 9,18     | 214     | 21550                                                   |                  | Modifica les dades a Wikidata |
|       | Puerto Moral                  |         | 280      | 20             | 14       | 518     | 21209                                                   |                  | Modifica les dades a Wikidata |
|       | Punta Umbría                  |         | 16.137   | 38             | 424,66   | 6       | 21100                                                   |                  | Modifica les dades a Wikidata |
|       | Rociana del Condado           |         | 7.985    | 72             | 110,9    | 98      | 21720                                                   |                  | Modifica les dades a Wikidata |
|       | Rosal de la Frontera          |         | 1.671    | 210            | 7,96     | 216     | 21250                                                   |                  | Modifica les dades a Wikidata |
|       | San Bartolomé de la Torre     |         | 4.036    | 57             | 70,81    | 128     | 21510                                                   |                  | Modifica les dades a Wikidata |
|       | San Juan del Puerto           |         | 9.811    | 45             | 218,02   | 12      | 21610                                                   |                  | Modifica les dades a Wikidata |
|       | San Silvestre de Guzmán       |         | 644      | 49             | 13,14    | 34      | 21591                                                   |                  | Modifica les dades a Wikidata |
|       | Sanlúcar de Guadiana          |         | 416      | 49             | 8,49     | 149     | 21595                                                   |                  | Modifica les dades a Wikidata |
|       | Santa Ana la Real             |         | 472      | 27             | 17,48    | 641     | 21359                                                   |                  | Modifica les dades a Wikidata |
|       | Santa Bárbara de Casa         |         | 1.128    | 147            | 7,67     | 316     | 21570                                                   |                  | Modifica les dades a Wikidata |
|       | Santa Olalla del Cala         |         | 2.061    | 204            | 10,1     | 535     | 21260                                                   |                  | Modifica les dades a Wikidata |
|       | Trigueros                     |         | 8.110    | 118,3          | 68,55    | 76      | 21620                                                   |                  | Modifica les dades a Wikidata |
|       | Valdelarco                    |         | 237      | 15             | 15,8     | 623     | 21291                                                   |                  | Modifica les dades a Wikidata |
|       | Valverde del Camino           |         | 12.611   | 218,7          | 57,66    | 260     | 21600                                                   |                  | Modifica les dades a Wikidata |
|       | Villablanca                   |         | 2.979    | 98             | 30,4     | 100     | 21590                                                   |                  | Modifica les dades a Wikidata |
|       | Villalba del Alcor            |         | 3.302    | 62             | 53,26    | 163     | 21860                                                   |                  | Modifica les dades a Wikidata |
|       | Villanueva de las Cruces      |         | 380      | 34             | 11,18    | 122     | 21592                                                   |                  | Modifica les dades a Wikidata |
|       | Villanueva de los Castillejos |         | 2.936    | 264            | 11,12    | 224     | 21540                                                   |                  | Modifica les dades a Wikidata |
|       | Villarrasa                    |         | 2.128    | 72             | 29,56    | 75      | 21850                                                   |                  | Modifica les dades a Wikidata |
|       | Zalamea la Real               |         | 2.963    | 240            | 12,35    | 412     | 21640                                                   |                  | Modifica les dades a Wikidata |
|       | Zufre                         |         | 735      | 341            | 2,16     | 450     | 21210                                                   |                  | Modifica les dades a Wikidata |